# Olexi Obujov
Olexi Obujov –en ucraniano, Олексій Обухов– (1976) es un deportista ucraniano que compitió en halterofilia. Ganó una medalla de bronce en el Campeonato Mundial de Halterofilia de 1997, en la categoría de 99 kg.

## Palmarés internacional
| Campeonato Mundial | Campeonato Mundial     | Campeonato Mundial | Campeonato Mundial |
| Año                | Lugar                  | Medalla            | Categoría          |
| ------------------ | ---------------------- | ------------------ | ------------------ |
| 1997               | Chiang Mai (Tailandia) | Medalla de bronce  | 99 kg              |